# Trifolium philistaeum
Trifolium philistaeum är en ärtväxtart som beskrevs av Michael Zohary. Trifolium philistaeum ingår i släktet klövrar, och familjen ärtväxter. Inga underarter finns listade i Catalogue of Life.